# Alophophion porculatus
Alophophion porculatus là một loài tò vò trong họ Ichneumonidae.